# 北塘区
北塘区（ほくとう-く）はかつて中華人民共和国江蘇省無錫市に位置していた市轄区。2015年に崇安区・南長区と合併して梁渓区となった。

## 区画
4街道を管轄していた。
- 街道：恵山街道、北大街街道、黄巷街道、山北街道

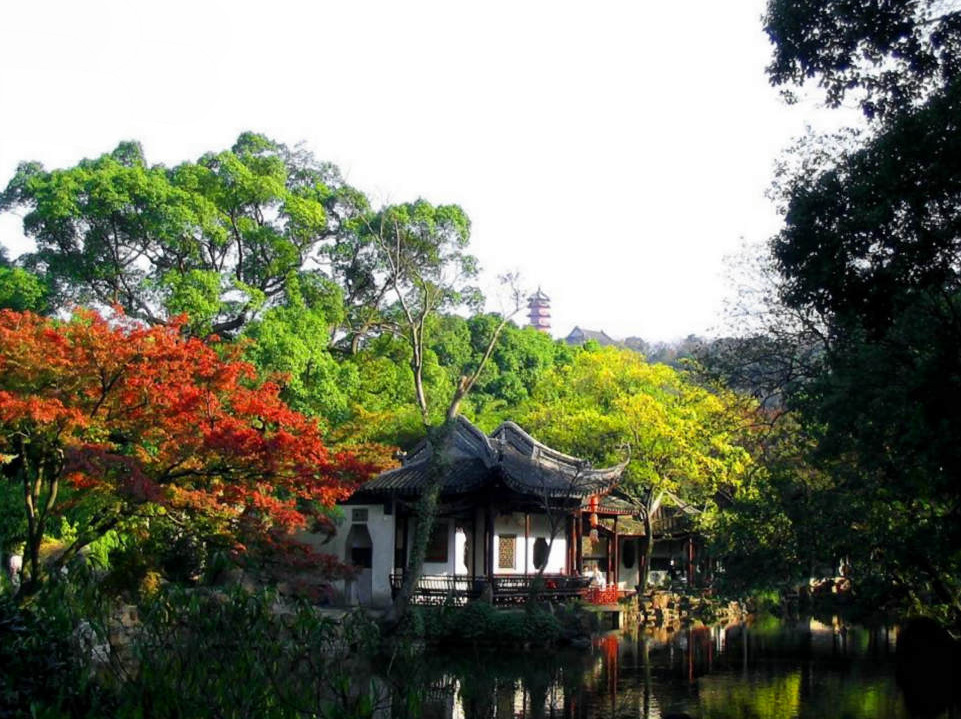
寄暢園（一部は浜湖区にもまたがる）